# Carebara distincta
Carebara distincta is een mierensoort uit de onderfamilie van de Myrmicinae. De wetenschappelijke naam van de soort is voor het eerst geldig gepubliceerd in 1993 door Bolton & Belshaw.